# Filmový festival v Cannes 2019

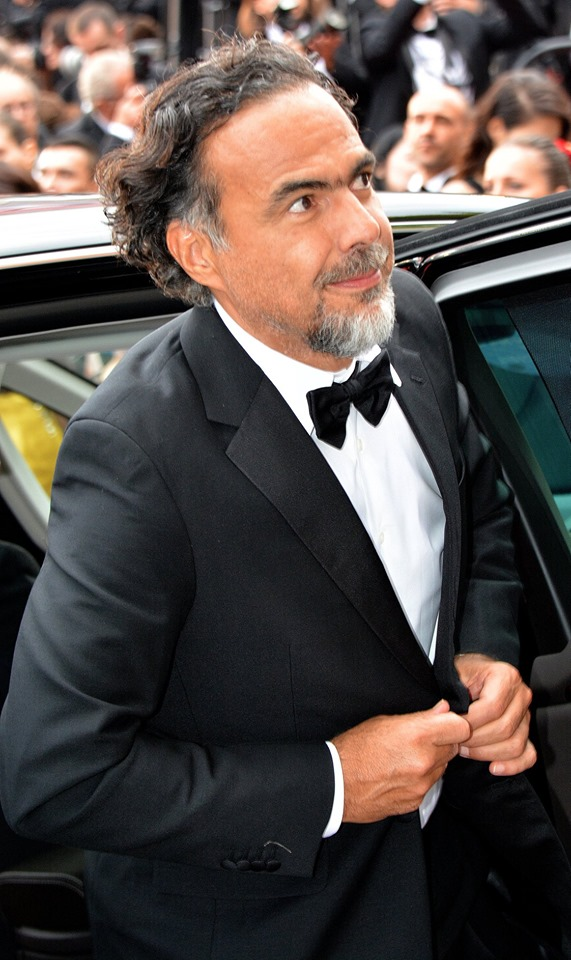
Předseda poroty Alejandro González Iñárritu, mexický režisér.

Filmový festival v Cannes 2019 proběhl ve dnech 14. května – 25. května 2019.

## Porota[1]
- Alejandro González Iñárritu, režisér mexický (předseda poroty)
- Enki Bilal, umělec a režisér francouzský
- Robin Campillo, režisér francouzský
- Maimouna N'Diaye, herečka a režisérka senegalská
- Elle Fanning, herečka americká
- Yorgos Lanthimos, režisér řecký
- Paweł Pawlikowski, režisér polský
- Kelly Reichardt, režisérka americká
- Alice Rohrwacher, režisérka italská

## Ocenění[2]
- Zlatá palma: Parazit (기생충, Gisaengchung) (režie: Joon-ho Bong)
- Velká cena: Atlantique (režie: Mati Diop)
- Cena poroty:
  - Bídníci (Les Misérables) (režie: Ladj Ly)
  - Bacurau (režie: Kleber Mendonça Filho, Juliano Dornelles)
- Cena pro nejlepší herečku: Emily Beecham - Little Joe
- Cena pro nejlepšího herce: Antonio Banderas - Bolest a sláva (Dolor y gloria)
- Cena pro nejlepšího režiséra/režisérku: Bratři Dardennové - Mladý Ahmed (Le Jeune Ahmed)
- Cena za nejlepší scénář: Céline Sciamma - Portrét dívky v plamenech (Portrait de la jeune fille en feu)